# Jerzy Marian Roszkowski
Jerzy Marian Roszkowski (ur. 1950) – polski historyk, bibliotekoznawca, archiwista, doktor habilitowany nauk humanistycznych. Wykładowca na Wydziale Turystyki i Rekreacji Akademii Wychowania Fizycznego im. Bronisława Czecha w Krakowie.

## Życiorys
Studia na Wydziale Filozoficzno-Historycznym Uniwersytecie im. Adama Mickiewicza w Poznaniu ukończył w 1975, w 1991 uzyskał stopień doktora nauk humanistycznych za pracę Antypolska propaganda rewizjonistyczna we Francji w latach 1925-1934 w Instytucie Historii Wydziału Historycznego Uniwersytetu im. Adama Mickiewicza. 25 października 2012 na Wydziale Humanistycznym Uniwersytetu Pedagogicznego im. Komisji Edukacji Narodowej w Krakowie uzyskał habilitację w zakresie nauk humanistycznych na podstawie pracy "Zapomniane Kresy": Spisz, Orawa, Czadeckie w świadomości i działaniach Polaków 1895-1925.
W latach 1991–2016 był pracownikiem naukowym Muzeum Tatrzańskiego im. Tytusa Chałubińskiego w Zakopanem. Od 2016 jest pracownikiem Katedry Humanistycznych Podstaw Turystyki na Wydziale Turystyki i Rekreacji Akademii Wychowania Fizycznego im. Bronisława Czecha w Krakowie
W latach 1996–2004 był członkiem Polsko-słowackiej Komisji Historyków przy Instytucie Historii im. Tadeusza Manteuffla Polskiej Akademii Nauk i Instytucie Historii Słowackiej Akademii Nauk oraz ekspertem Polsko-Słowackiej Komisji Nauk Humanistycznych (działającej od 1997 przy Ministerstwie Edukacji Narodowej i Ministerstwie Szkolnictwa Republiki Słowackiej). Od 1994 jest członkiem Rady Naukowej (Muzealnej) Orawskiego Parku Etnograficznego w Zubrzycy Górnej, od 2006 jest przewodniczącym Rady Muzealnej w Muzeum im. Władysława Orkana w Rabce-Zdroju. 
Zajmuje się historią Polski XIX i XX w., głównie Podhala, Spisza i Orawy oraz Pomorza Zachodniego i Wielkopolski (w tym kształtowaniem się polskiej granicy państwowej na odcinku północno-zachodnim i południowym, dziejami szlachty polskiej i węgierskiej), a także stosunkami polsko-francuskimi i polsko-niemieckimi w dwudziestoleciu międzywojennym. 
Jest autorem ponad 120 artykułów naukowych i 50 popularnonaukowych, redaktorem kilku książek naukowych. Od 2001 jest redaktorem naczelnym "Rocznika Orawskiego".